# Campana di mezzogiorno

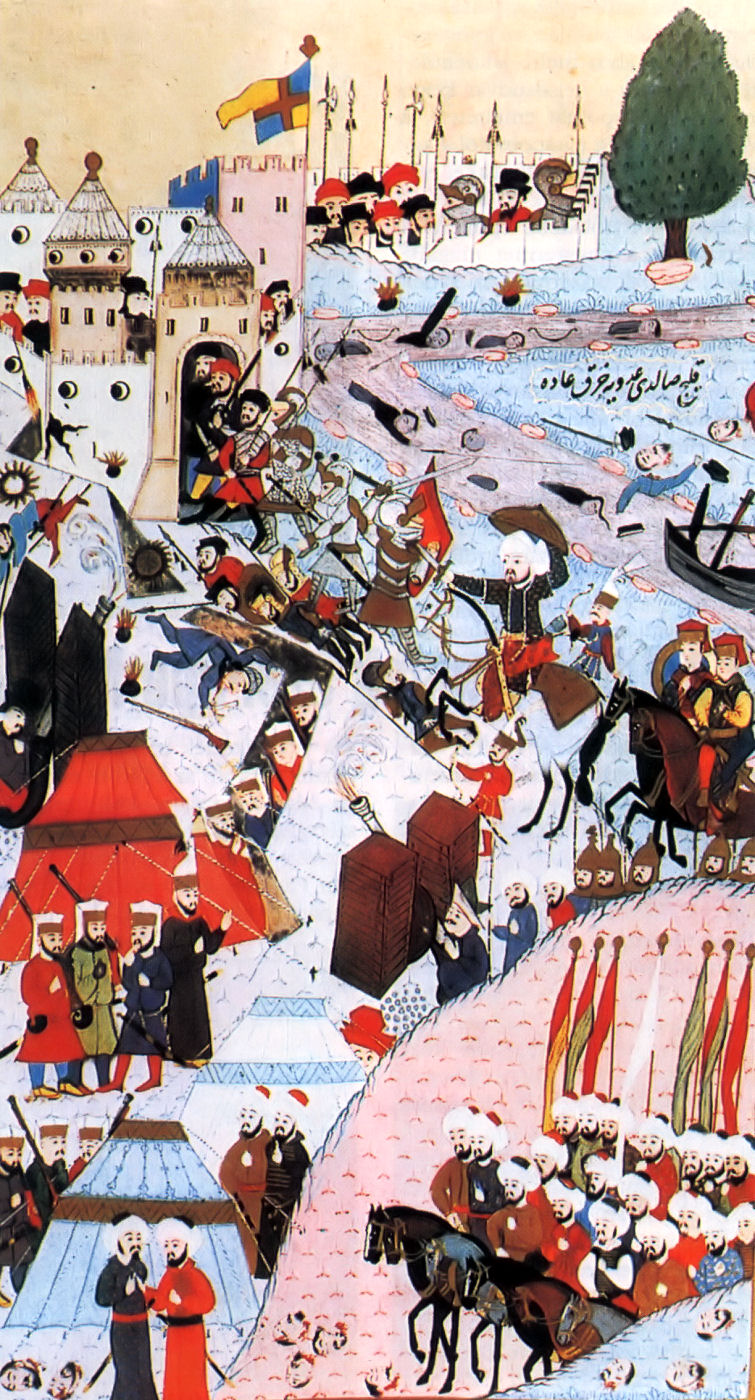
L'assedio di Belgrado del 1456

Durante l'assedio di Belgrado (attuale capitale della Serbia, in quel tempo città ungherese nota con il nome di Nándorfehérvár) nel 1456 da parte del sultano ottomano Mehmed II, Papa Callisto III ordinò una campana di mezzogiorno per chiamare i fedeli a raccolta per pregare per i difensori della città, guidati dall'ungherese Giovanni Hunyadi e dall'abruzzese Giovanni da Capestrano. Tuttavia, in molte località l'ordine di suonare la campana arrivò dopo la notizia della vittoria e la campana di mezzogiorno si tramutò in una commemorazione della vittoria. Il Papa non ritirò l'ordine e ancora oggi le chiese cristiane suonano la campana di mezzogiorno.